# 罗青霄
罗青霄（1522年—？年），一作罗晋宝，字子虛，四川重慶府忠州人，明朝政治人物。

## 生平
嘉靖四十一年（1562年）壬戌科進士。授河南歸德府推官。隆庆四年（1570年）任福建漳州府知府。任內曾修《漳州府志》。並在城東南建威鎮閣。

## 家族
曾祖羅鎔，祖羅朝綱，父羅弼，母聶氏。